# Christoph Waibel

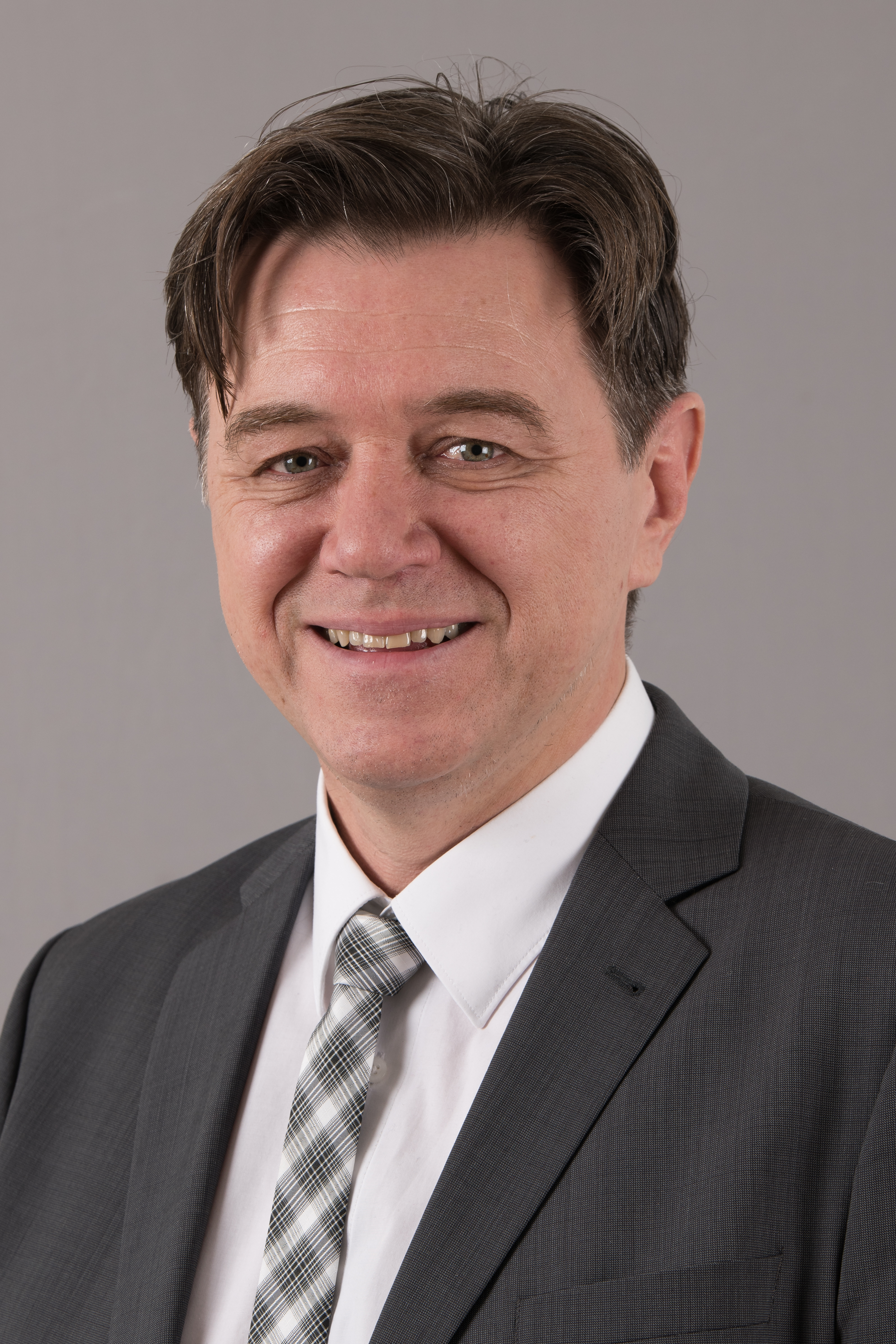
Christoph Waibel (2017)

Christoph Waibel (* 15. März 1965 in Lustenau) ist ein österreichischer Politiker (FPÖ) und ehemaliger Fernsehmoderator. Waibel war von 2014 bis 2019 Abgeordneter zum Vorarlberger Landtag. Seit Oktober 2019 ist er Stadtrat in seiner Heimatstadt Dornbirn.

## Ausbildung und Beruf
Christoph Waibel wurde am 15. März 1965 als Sohn von Winfried und Margit Waibel in der Marktgemeinde Lustenau geboren. Er wuchs in der Stadt Hohenems auf, wo er auch die Volksschule besuchte. Die AHS-Unterstufe absolvierte Waibel am Bundesgymnasium Dornbirn. In der Oberstufe wechselte er ans Sportgymnasium Dornbirn und legte dort im Jahr 1985 die Matura ab. Während seiner Schulzeit am Sportgymnasium Dornbirn wurde Christoph Waibel österreichischer Schülermeister im Kunstturnen.
Anschließend an die Ableistung des Präsenzdiensts 1985/86 studierte Waibel von 1986 bis 1990 Sport, Anglistik sowie PPP an der Universität Innsbruck ohne Abschluss. Im Laufe seiner Studienzeit war Waibel von 1986 bis 1988 freier Mitarbeiter der Neuen Vorarlberger Tageszeitung und wurde in der Folge von dort im Jahr 1988 von der Kronen Zeitung abgeworben. Bei der Kronen Zeitung war er als Ressortleiter für den Aufbau und die Leitung einer 40- bis 50-köpfigen Lokalredaktion für das Bundesland Vorarlberg zuständig.
Im Jahr 1991 kam Christoph Waibel schließlich zum ORF Vorarlberg, wo er an der Wiedereinführung des ständigen Eishockey-Magazins beteiligt war. 1994 kamen von ihm Idee und Umsetzung des Radioclubs für Radio Vorarlberg. In diesem Jahr hatte er in dem Hörspiel Die Möwen von Felaro von Ferry Bauer auch seinen einzigen Auftritt als Hörspielsprecher. Ab dem 31. Mai 1999 moderierte Waibel zudem regelmäßig die Sendungen des vorarlbergweit im öffentlichen Fernsehen ausgestrahlten Nachrichtenmagazins „Vorarlberg heute“, was ihm zu großer Popularität in Vorarlberg verhalf. Seine Tätigkeit als ORF-Moderator beendete Waibel mit Ende Mai 2014.

## Politischer Werdegang
Nach seinem Ausscheiden aus dem journalistischen Umfeld des ORF begann Waibel, sich im Vorfeld der Landtagswahl in Vorarlberg 2014 intensiv mit Politik zu beschäftigen. Zunächst führte er dazu Gespräche mit der neuen Partei NEOS, die jedoch zu keinem weitergehenden politischen Engagement in der Partei führten. Schließlich fand Waibel eine politische Heimat bei den Vorarlberger Freiheitlichen, die ihm auch einen Listenplatz für die Landtagswahl 2014 anboten.
Bei der Landtagswahl selbst kandidierte Waibel schließlich für die FPÖ im Wahlbezirk Dornbirn auf Listenplatz vier und konnte dank eines guten Vorzugsstimmenergebnisses nach der Wahl in den Vorarlberger Landtag einziehen. Erstmals als Abgeordneter angelobt wurde er dort am 15. Oktober 2014. Im Landtag der 30. Legislaturperiode wurde Waibel Bereichssprecher des Freiheitlichen Landtagsklubs für Integration, Schule und Bildung, Wissenschaft und Weiterbildung sowie stellvertretender Ausschussvorsitzender des Kultur- und Bildungsausschusses. Nach der Landtagswahl 2019 schied er aus dem Landtag aus.
Bei der Gemeindevertretungs- und Bürgermeisterwahl 2015 kandidierte Waibel in Dornbirn auf Platz zwei der FPÖ-Liste und wurde in die Dornbirner Stadtvertretung gewählt. Für die Landtagswahl 2019 wurde Waibel erneut auf dem vierten Listenplatz der FPÖ-Bezirksliste Dornbirn platziert. Auf der Landesliste der FPÖ Vorarlberg, auf der er noch 2014 zweitgereiht hinter dem damaligen FPÖ-Landesobmann Dieter Egger war, erhielt er 2019 eine Platzierung auf dem 14. Listenplatz. Im Oktober 2019 übernahm Waibel vom damaligen FPÖ-Stadtparteiobmann Walter Schönbeck das Amt als Stadtrat in Dornbirn. Bei der Stadtvertretungs- und Bürgermeisterwahl 2020 führte Waibel als Spitzen- und Bürgermeisterkandidat der FPÖ die „Liste Christoph Waibel – Freiheitliche Dornbirn“ an. Bei der Bürgermeisterwahl erzielte er 10,9 Prozent der Stimmen und den vierten Platz. Die FPÖ-Liste erhielt 11,9 Prozent der Stimmen (2015: 16,2 Prozent) und 4 Mandate, womit auch Waibel wieder in die Gemeindevertretung einzog.

## Privatleben
Christoph Waibel ist geschieden und Vater von drei Kindern. Er lebt in Dornbirn.